# Blausee (Berne)
Pour les articles homonymes, voir Blausee.
 (décembre 2018).
Si vous disposez d'ouvrages ou d'articles de référence ou si vous connaissez des sites web de qualité traitant du thème abordé ici, merci de compléter l'article en donnant les références utiles à sa vérifiabilité et en les liant à la section « Notes et références ».
Le Blausee, toponyme allemand signifiant littéralement en français « lac Bleu », est un lac de montagne de l’Oberland bernois, en Suisse. Il est situé à 887 mètres d’altitude, dans la vallée de la Kander, sur la commune de Kandergrund.

## Histoire
La formation du Blausee remonte à 15 000 ans, à la suite d’un éboulement. Un commerçant zurichois l’acheta, ainsi que le terrain environnant, en 1878 alors qu’il visitait la région. Au XXe siècle, la vallée se développa grâce au tunnel du Lötschberg et à la construction du réseau routier, et le lac devint une destination touristique appréciée. 
Le lac est entouré d’un parc naturel forestier de vingt hectares. Les sources souterraines qui l’alimentent sont cristallines, d’une couleur oscillant entre le bleu-vert et le bleu profond. 